# Vulsó
Vulsó (en llatí: Vulso) era un cognom romà que portava una distingida família de la gens Mànlia, d'origen patrici.
Personatges destacats amb aquest cognom van ser:
- Gneu Manli Vulsó, cònsol el 474 aC.
- Aule Manli Vulsó, ambaixador i decemvir romà.
- Marc Manli Vulsó, tribú amb potestat consular el 420 aC.
- Publi Manli Vulsó, tribú amb potestat consular el 400 aC
- Aule Manli Vulsó Capitolí, tres vegades tribu amb potestat consular.
- Luci Manli Vulsó Llong, cònsol el 256 aC i 250 aC.
- Luci Manli Vulsó, cònsol el 216 aC.
- Publi Manli Vulsó, pretor el 210 aC.
- Gneu Manli Vulsó, cònsol el 189 aC.
- Luci Manli Vulsó, pretor el 197 aC.
- Aule Manli Vulsó, cònsol el 178 aC.